# Persone di nome Matheus/Calciatori
| Questa pagina contiene informazioni ricavate automaticamente dalle voci biografiche con l'ausilio del template Bio e di un bot. L'aggiornamento è periodico e automatico e ricostruisce completamente la pagina. Se manca una persona in questa lista, sei pregato di non aggiungerla, ma accertati piuttosto che la sua voce biografica contenga il template Bio e che i dati anagrafici siano correttamente compilati. Se il template Bio manca, inseriscilo tu stesso o, in alternativa, metti l'avviso {{tmp\|Bio}} che ne segnala la mancanza. Se i dati riportati sono sbagliati, correggi direttamente la voce biografica; le modifiche saranno visibili in questa lista entro pochi giorni. Per chiarimenti vedi il progetto antroponimi. La lista contiene solo le 77 persone che sono citate nell'enciclopedia e per le quali è stato implementato correttamente il template Bio. Pagina aggiornata al 16 ott 2024. |

Questa è una lista di persone presenti nell'enciclopedia che hanno il nome Matheus e sono calciatori.

## A(4)
- Matheus Davó, calciatore brasiliano (San Paolo, n. 1999)
- Matheus Alves, calciatore brasiliano (n. 1993)
- Matheus Antunes Ribeiro, calciatore brasiliano (Erechim, n. 1993)
- Matheus Alexandre, calciatore brasiliano (Marília, n. 1999)

## B(7)
- Matheus Bahia, calciatore brasiliano (Salvador, n. 1999)
- Matheus Barbosa, calciatore brasiliano (São Bernardo do Campo, n. 1994)
- Matheus Babi, calciatore brasiliano (Macaé, n. 1997)
- Matheus Bianqui, calciatore brasiliano (Ribeirão Claro, n. 1998)
- Matheus Borges Domingues, calciatore brasiliano (Americana, n. 1992)
- Matheus Bueno, calciatore brasiliano (Curitiba, n. 1998)
- Matheus Biteco, calciatore brasiliano (Porto Alegre, n. 1995 - La Unión, † 2016)

## C(6)
- Matheus Cadorini, calciatore brasiliano (Taubaté, n. 2002)
- Matheus Cavichioli, calciatore brasiliano (Caçador, n. 1986)
- Matheuzinho, calciatore brasiliano (Lins, n. 1993)
- Matheus Cunha Queiroz, calciatore brasiliano (Tupi Paulista, n. 2001)
- Matheus Cunha, calciatore brasiliano (João Pessoa, n. 1999)
- Matheus Vivian, ex calciatore brasiliano (Caçapava do Sul, n. 1982)

## D(18)
- Matheus Batista, calciatore brasiliano (Americana, n. 1995)
- Matheus Donelli, calciatore brasiliano (San Paolo, n. 2002)
- Matheus Duarte, calciatore brasiliano (Rio de Janeiro, n. 1995)
- Matheus Dória, calciatore brasiliano (São Gonçalo, n. 1994)
- Matheus Miranda, calciatore brasiliano (Magé, n. 2000)
- Matheus Sales, calciatore brasiliano (Guarulhos, n. 1995)
- Matheus Vargas, calciatore brasiliano (Sinop, n. 1996)
- Matheus Índio, calciatore brasiliano (Rio de Janeiro, n. 1996)
- Matheus Araújo, calciatore brasiliano (Osasco, n. 2002)
- Matheus Silva, calciatore brasiliano (Marituba, n. 1997)
- Matheus Carvalho, calciatore brasiliano (Niterói, n. 1992)
- Matheus de Mello Costa, calciatore brasiliano (Minas Gerais, n. 1995)
- Matheus Henrique, calciatore brasiliano (San Paolo, n. 1997)
- Matheus Lopes, ex calciatore brasiliano (Sete Lagoas, n. 1985)
- Matheus Anjos, calciatore brasiliano (Campinas, n. 1998)
- Matheus Dias, calciatore brasiliano (San Paolo, n. 2002)
- Matheus Alessandro, calciatore brasiliano (Rio de Janeiro, n. 1996)
- Matheus Jussa, calciatore brasiliano (Osasco, n. 1996)

## F(7)
- Matheus Fernandes, calciatore brasiliano (Itaboraí, n. 1998)
- Matheus Ferraz, ex calciatore brasiliano (São José do Rio Pardo, n. 1985)
- Matheus Ferreira de Sousa, calciatore brasiliano (Divinópolis, n. 1993)
- Matheuzinho, calciatore brasiliano (Capivari de Baixo, n. 1997)
- Matheuzinho, calciatore brasiliano (Londrina, n. 2000)
- Matheus França, calciatore brasiliano (Rio de Janeiro, n. 2004)
- Matheus Frizzo, calciatore brasiliano (Guarulhos, n. 1998)

## G(2)
- Matheus Galdezani, calciatore brasiliano (Limeira, n. 1992)
- Matheus Gonçalves, calciatore brasiliano (n. 2005)

## H(1)
- Matheus Bertotto, ex calciatore brasiliano (Porto Alegre, n. 1993)

## L(5)
- Matheus Leite Nascimento, calciatore brasiliano (Ribeirópolis, n. 1983)
- Matheus Leoni, calciatore brasiliano (Porto Velho, n. 1991)
- Matheus Bidu, calciatore brasiliano (San Paolo, n. 1999)
- Matheus Lima Magalhães, calciatore brasiliano (Minas Gerais, n. 1992)
- Matheus Nunes, calciatore brasiliano (Rio de Janeiro, n. 1998)

## M(6)
- Matheus Mancini, calciatore brasiliano (Ribeirão Preto, n. 1994)
- Matheus Martinelli, calciatore brasiliano (Presidente Prudente, n. 2001)
- Matheus Martins, calciatore brasiliano (Campo Grande, n. 2003)
- Matheus Mascarenhas, calciatore brasiliano (n. 1998)
- Matheus Humberto Maximiano, calciatore brasiliano (Campinas, n. 1989)
- Matheus Mendes, calciatore brasiliano (Governador Valadares, n. 1999)

## N(2)
- Matheus Nascimento, calciatore brasiliano (Rio de Janeiro, n. 2004)
- Matheus Nunes Fagundes de Araújo, calciatore brasiliano (Cabo Frio, n. 2001)

## O(1)
- Matheus Oliveira, calciatore brasiliano (San Paolo, n. 1997)

## P(4)
- Matheus Pereira, calciatore brasiliano (San Paolo, n. 1998)
- Matheus Aiás, calciatore brasiliano (Palmares Paulista, n. 1996)
- Matheus Pereira, calciatore brasiliano (Belo Horizonte, n. 1996)
- Matheus Pereira, calciatore brasiliano (San Paolo, n. 2000)

## R(2)
- Matheus Reis, calciatore brasiliano (São João da Boa Vista, n. 1995)
- Matheus Rossetto, calciatore brasiliano (Santo Amaro da Imperatriz, n. 1996)

## S(10)
- Matheus Índio, calciatore brasiliano (Rio de Janeiro, n. 1999)
- Matheus Felipe, calciatore brasiliano (Teresina, n. 1998)
- Matheus Jesus, calciatore brasiliano (Salvador, n. 1997)
- Matheus Saldanha, calciatore brasiliano (Uberaba, n. 1999)
- Matheusinho, calciatore brasiliano (Belo Horizonte, n. 1998)
- Matheus Santos Soares, calciatore brasiliano (São Bernardo do Campo, n. 1998)
- Matheus Simonete Bressaneli, calciatore brasiliano (Caxias do Sul, n. 1993)
- Matheus Sousa Pereira, calciatore brasiliano (Rio de Janeiro, n. 1997)
- Matheus Sávio, calciatore brasiliano (Brodowski, n. 1997)
- Matheus Thuler, calciatore brasiliano (Rio de Janeiro, n. 1999)

## T(1)
- Matheus Teixeira, calciatore brasiliano (José Bonifácio, n. 1999)

## V(1)
- Matheus Peixoto, calciatore brasiliano (Cabo Frio, n. 1995)